# Луїс Сомоса Дебайле
Луїс Сомоса Анастасіо Дебайле (18 листопада 1922 — 13 квітня 1967) — президент Нікарагуа з 29 вересня 1957 по 1 травня 1963.

## Біографія
Народився 18 листопада 1922 року. Навчався в США в університетах Луїзіани, Каліфорнії та Меріленду, інженерній справі. Потім відповідно до сімейної традиції, згідно з якою старший в сімействі отримував президентський пост, а наступний за старшинством — посаду командира Національної гвардії, зайняв відповідно останню посаду.
Зайняв посаду президента після вбивства батька Анастасіо Сомоси Гарсіа. На наступний день після своєї інавгурації 2 травня 1957 року оголосив війну Гондурасу, але незабаром військові дії були припинені за посередництва Організації Американських Держав.

## Диктатор
На час його правління припав період загострення політичної ситуації у всьому латиноамериканському регіоні у зв'язку з революцією на Кубі, і конкретно внутрішньополітичного становища в Нікарагуа. Саме під час його правління, в 1961 році, був створений Сандиністський фронт національного визволення. Після закінчення терміну правління, Луїса Сомосу делегували на президентський пост, але балотуватися на новий термін він не став внаслідок слабкого здоров'я; кандидатом від правлячої партії став його молодший брат, Анастасіо Сомоса Дебайле.
З 1958 року в Нікарагуа почалися збройні виступи проти режиму, які посилилися у 1959-1960 роках, після перемоги Кубинської революції.
У травні 1959 року, загін повстанців десантувався в Нікарагуа з кубинських літаків, проте наступного року Луїсу Сомосі, в основному вдалося ліквідувати партизанські угруповання. Спроба «експорту» революції з Куби провалилася. Як крок у відповідь Луїс Сомоса дозволив США влаштувати в Нікарагуа тренувальну базу для кубинських емігрантів «контрас» і використовувати територію країни як плацдарм для вторгнення на Кубу (17 квітня 1961 року, висадка у затоці Кочинос).
У 1962 році у в горах Ріо-Коко, військами Сомоси були розгромлені партизанські загони створеного на рік раніше, «Сандіністського фронту Національного визволення» і в країні настало відносне затишшя, іноді переривається рідкісними рейдами партизан з Гондурасу і експропріаціями, започаткованими сандиністами у відділеннях нікарагуанських банків.
У 1963 році, бажаючи «демократизувати» режим, Луїс Сомоса провів «президентські вибори», провівши в президенти Рене Шика Гуттьєреса, колишнього особистого секретаря свого батька — Анастасіо Сомоси. Сам Луїс Сомоса, фактично продовжував керувати країною. В результаті репресій і антипартизанських операцій, за його правління в Нікарагуа, за оцінними даними загинуло до 90 тис. чоловік.
Луїс Сомоса помер у Манагуа 13 квітня 1967 року від серцевого нападу, через кілька місяців після виборів президента.